# Kupiškis
Kupiškis est le chef-lieu de la municipalité du district de Kupiškis dans le nord-est de la Lituanie. Elle comprenait 8 015 habitants en 2010.

## L'origine du nom
Ville nommé d'après la rivière Kupa (affluent gauche Lėvuo), qui est située à l'embouchure et Kupiskis. Dialect "Coupé" signifie course sérieuse, bulle - fortement Kupa s'écoule pendant le dégel du printemps.

## Jumelages
La ville de Kupiškis est jumelée avec :
- Kežmarok (Slovaquie)
- Raïon de Manevytchi (Ukraine)
- Raïon de Pastavy (Biélorussie)
- Rezeknes rajons (Lettonie)
- Zgierz (Pologne)
- Lantchkhouti (Géorgie)
- Sztum (Pologne)
- Kungälv (Suède)